# Canmore (hardware)
(Dichiarazione di Paul Otellini (CEO di Intel) al momento della presentazione)
Canmore è il nome in codice di un particolare chip sviluppato da Intel appositamente per il settore Consumer Electronics (spesso abbreviato in "CE"), ovvero il settore che raggruppa tutti i dispositivi di elettronica di consumo, come ad esempio televisori di nuova generazione, lettori di supporti ottici, ecc. È stato presentato durante il tradizionale evento Intel Developer Forum (IDF) avvenuto ad agosto 2008 ed è stato integrato nei dispositivi utilizzando il nome commerciale di Intel Media Processor CE3100.
Canmore va a succedere al chip "Intel Media Processor 2110", presentato nel corso del 2007, e lo scopo che Intel si prefigge di raggiungere mediante l'integrazione di questo chip nel più alto numero possibile di dispositivi è quello di semplificare, e quindi velocizzare, la convergenza tra i tradizionali prodotti di elettronica di consumo e quelli pensati per offrire la connettività Internet, in modo da consentire anche la gestione dei contenuti online per i flussi video ad alta definizione; tra i primi produttori che hanno dimostrato il proprio interesse verso il nuovo chip Intel, si può citare Samsung.

## Caratteristiche tecniche

### Processo produttivo
A differenza del predecessore che era basato sull'architettura ARM, Canmore è un chip x86, in grado quindi di eseguire (almeno in linea teorica) qualsiasi applicazione sviluppata nel settore PC.
Canmore è una CPU del tipo System on a Chip (SoC) e tale caratteristica contribuisce ad un deciso passo avanti nell'ottimizzazione generale dell'efficienza dei sistemi nei quali è stato integrato. Essendo un SoC, integra anche tutti gli altri sistemi, come il chipset, il sottosistema grafico e il controller di memoria RAM, in un unico chip a 90 nm da 150 milioni di transistor.
Più precisamente, il core di processore integrato in Canmore è una particolare versione di Pentium M Dothan funzionante, a seconda delle versioni, tra gli 800 MHz e 1,2 GHz, e dotato di una cache L2 di 512 kB a 2 vie di tipo associativo. Il bus è a 100/133 MHz mentre il controller della memoria RAM integrato è in grado di supportare 3 canali di DDR2 a 32 bit. Il sottocomparto grafico è il GMA 500, in grado di gestire flussi HDTV in formato MPEG-2, H.264 e VC-1 oltre a gestire porte HDMI (nella versione 1.3) con HDCP, come richiesto dallo standard Blu-ray; infine anche la decodifica audio può venire gestita da Canmore grazie al supporto dell'audio multicanale 7.1. Oltre alla capacità di gestione dei flussi video, il GMA 500 offre anche supporto alle librerie OpenGL ES 1.1, OpenGL ES 2.0 e OpenVG 1.0.
Per quanto riguarda la connettività I/O, vengono supportati gli standard USB 2.0 e PCI Express, e il consumo dell'intero chip dovrebbe variare tra gli 11 W e i 21 W a seconda delle versioni.

### Tecnologie implementate
Derivando dal core Dothan, certamente Canmore integra le istruzioni MMX, SSE e SSE2, ma non è stato sapere se Intel ha rivisto il progetto in modo da integrare anche altri set d'istruzioni sviluppati successivamente a Dothan, vale a dire SSE3, SSE4 e EM64T.
In ogni caso, Canmore integra all'interno del proprio comparto grafico, la tecnologia Intel Media Play il cui è scopo è quello di unire la decodifica hardware del flusso video proveniente dalle tradizionali sorgenti televisive via etere o dai supporti ottici, alla decodifica software dei flussi video provenienti dalla rete.

## Canmore anche per il settore embedded?
Sembra che Intel abbia intenzione di utilizzare il chip Canmore anche nel settore embedded, dove nel 2007 aveva presentato il suo primo SoC, Tolapai. La versione di Canmore pensata per questo settore è dotata anche della tecnologia Intel QuickAssist, pensata per l'accelerazione dei software pensati per la sicurezza e il VoIP, ovvero quegli ambiti di utilizzo nei quali le caratteristiche di alta efficienza e ridotte dimensioni dei SoC possono rappresentare efficaci soluzioni di riferimento.

## Il successore
Al momento della presentazione di Canmore, Intel ha dichiarato di essere impegnata nello sviluppo di ben 15 progetti SoC, destinati a diversi settori di mercato (tra questi si possono ricordare i futuri Atom Lincroft e Pineview). In effetti, l'alta efficienza energetica d questi prodotti, unita alle ridotte dimensioni fisiche, consente di integrare tali chip in un alto numero di dispositivi che spaziano tra tutti i settori di mercato.
Per quanto riguarda il successore di Canmore, esso dovrebbe essere Sodaville (ma è stato menzionato anche il nome San Onofre, e non è dato sapere se si tratti dello stesso progetto, rinominato, oppure di un prodotto diverso) atteso per il 2009, ma non se ne conoscono ancora le caratteristiche tecniche, tranne il processo produttivo che dovrebbe essere quello a 45 nm.